# Hippolyte Charamaule
Hippolyte Melon Victor Charamaule est un homme politique français né le 13 avril 1794 à Mèze (Hérault) et décédé le 23 janvier 1886 au château de Lunas (Hérault).

## Biographie
Hippolyte Charamaule épouse le 23 juin 1829 à Lodève Marie Eugénie Pauline Émilie Numa Ollier, fille de Fulcrand Ollier, avocat et juge à Lodève.
Avocat, Hippolyte Charamaul est député de l'Hérault de 1831 à 1837 puis de 1839 à 1842, siégeant à l'extrême gauche. Il est l'organisateur du banquet de Montpellier, en 1847. Commissaire du gouvernement en février 1848, il redevient député de l'Hérault de 1848 à 1851, siégeant à droite, mais votant parfois avec la gauche.

## Famille
Son frère Louis Marie Charamaule (1787-1843, Mèze) était notaire et a occupé le poste de maire de Mèze de 1820 à 1828.